# Hyptiotes fabaceus
Hyptiotes fabaceus är en spindelart som beskrevs av Dong, Zhu och Yoshida 2005. Hyptiotes fabaceus ingår i släktet Hyptiotes och familjen krusnätsspindlar. Inga underarter finns listade i Catalogue of Life.